# الإدارة العامة للمعاهد الأزهرية (فلسطين)
الإدارة العامة للمعاهد الأزهرية فلسطين هي مؤسسة تعليمية فلسطينية تعتمد التعليم المجاني في جميع معاهدها وتضم المعاهد الأزهرية أربعة معاهد في غزة وخانيونس بقسميها العلمي والأدبي.

## النشأة
بدء انشاء المعهد الأزهري الديني عام 1954 حيث صدر قرار من الزعيم الراحل جمال عبد الناصر بإنشاء أول معهد أزهري في فلسطين وافتتح رسميا في 15مارس عام 1958، وكلف الرئيس الراحل عبد الناصر آنذاك الزعيم الراحل أنور السادات بافتتاح المعهد بصفته في ذلك الوقت نائبا لرئيس الجمهورية وكان معه عبد الخالق حسونة ـ الأمين العام لـ جامعة الدول العربية وكان يرافقهما في هذه الزيارة الضابط المصري آن ذاك محمد حسني مبارك.

## المنهج المعتمد داخل المعهد
هو المنهج المصري بالإضافة إلى المواد الدينية التي تدرس فيه كما هو حال جميع معاهد الأزهر الشريف في مصر وتوضع الامتحانات في لجان المعاهد الأزهرية في القاهرة ويتم تصحيح الامتحانات فيها بعد نقلها من غزة إلى الازهر الشريف في القاهرة ومن ثم ترسل إلى قطاع غزة مع نتائج الطلاب.

## المنح الممنوحة للطلاب
الحاصل على درجة 65% فما فوق يحق له الالتحاق بـ جامعة الأزهر بغزة أو الجامعة الإسلامية في غزة بمنحة كاملة 100% تسمي منحة معهد الأزهر الديني.
وأيضاً للمعاهد الأزهرية في قطاع غزة 25 منحة من الأزهر الشريف في مصر تضم مختلف التخصصات بما فيها الطب والهندسة شرط الحصول على مفتاح القبول لدخول الكلية.